# Gmund am Tegernsee
Gmund am Tegernsee (amtlich Gmund a.Tegernsee) ist eine Gemeinde und deren gleichnamiger  Hauptort im oberbayerischen Landkreis Miesbach.

## Geografie

### Lage
Die Gemeinde liegt am Nordufer des Tegernsees, wo sich auch der Ursprung der Mangfall befindet. Der Hauptort grenzt direkt an das Ufer. Miesbach und Schliersee sind etwa 10 km von Gmund entfernt, Holzkirchen und Bad Tölz liegen jeweils 15 km entfernt. Rosenheim (38 km) und die Landeshauptstadt München (46 km) sind die nächstgelegenen Oberzentren der Gemeinde.
Neben dem Tegernsee liegen auch Teile der Mangfall sowie weitere Bäche auf dem Gemeindegebiet. Zu den Bächen zählen unter anderem der Festenbach (Moosbach), der Dürnbach, der Schwärzenbach sowie der Quirinbach, der Grambach das Jägerbächlein und der Gruber Bach.

### Gemeindegliederung

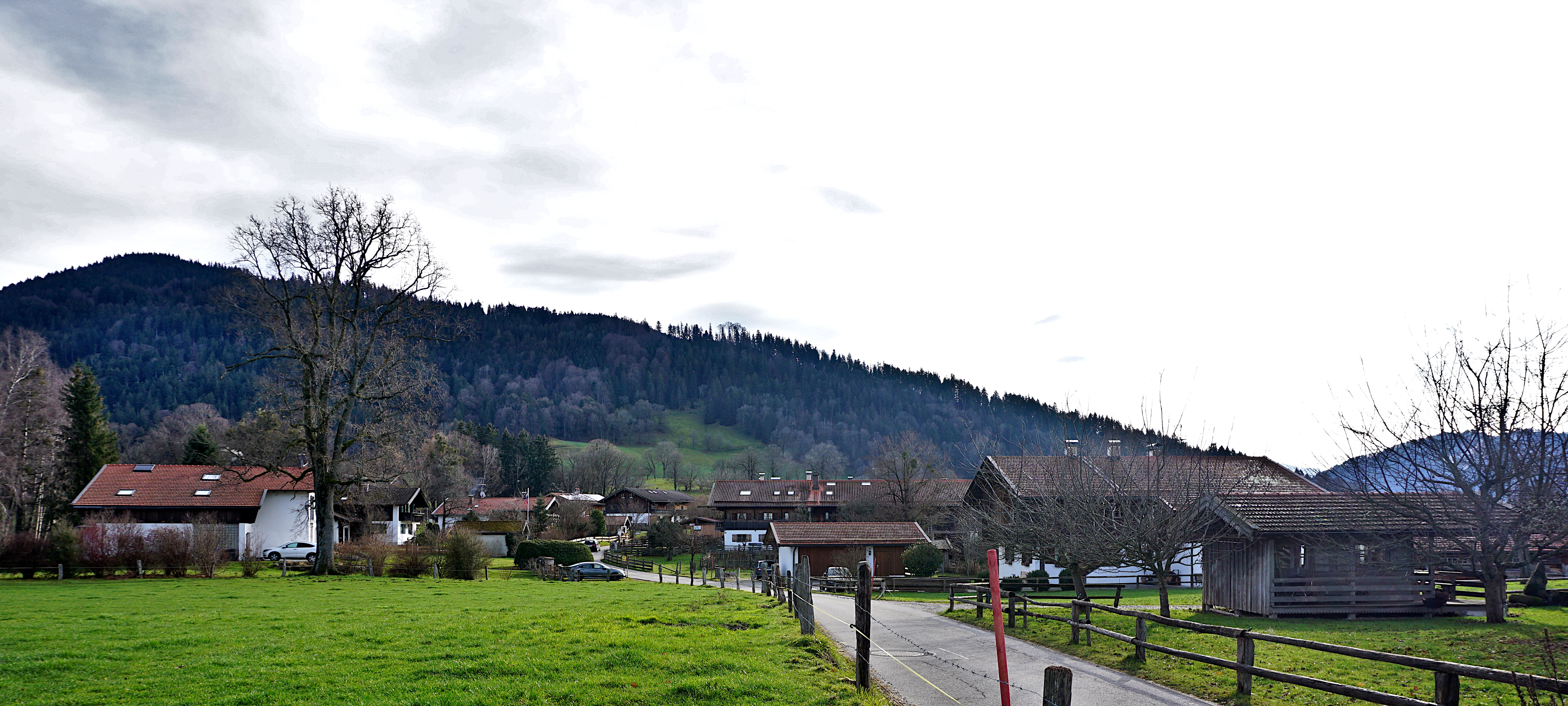
Blick auf das Dorf Gasse

Es gibt 45 Gemeindeteile (in Klammern ist der Siedlungstyp angegeben):
- Ackerberg (Dorf)
- Am See (Dorf)
- Angerlweber (Einöde)
- Antenloh (Einöde)
- Baumgarten (Einöde)
- Berg (Weiler)
- Buchleiten (Weiler)
- Bürstling (Einöde)
- Dürnbach (Dorf)
- Eben (Weiler)
- Eck (Dorf)
- Festenbach (Dorf)
- Finsterwald (Gmund am Tegernsee) (Dorf)
- Gasse (Dorf)
- Giglberg (Weiler)
- Gmund a.Tegernsee (Pfarrdorf)
- Grub (Einöde)
- Grund (Einöde)
- Hallmannshof (Einöde)
- Kaltenbrunn (Einöde)
- Laffenthal (Weiler)
- Louisenthal (Fabrik)
- Moos (Weiler)
- Moosbach (Weiler)
- Moosrain (Dorf)
- Mühlthal (Einöde)
- Niemandsbichl (Einöde)
- Oed (Einöde)
- Osterberg (Dorf)
- Ostin (Dorf)
- Rainmühle (Weiler)
- Reith (Einöde)
- Rennhäusl (Einöde)
- Riedl (Einöde)
- Sankt Quirin (Dorf)
- Schafstatt (Einöde)
- Schmerold (Weiler)
- Schneiderhäusl (Weiler)
- Schuß (Weiler)
- Schwärzenbach (Weiler)
- Schweinberg (Einöde)
- Wackersberg (Einöde)
- Waldhof (Weiler)
- Wehdorn (Einöde)
- Zahlersberg (Einöde)

Es gibt die Gemarkungen Dürnbach und Gmund a.Tegernsee.

### Natur
Folgende Schutzgebiete berühren das Gemeindegebiet:
- Landschaftsschutzgebiet Schutz des Tegernsees und Umgebung (LSG-00072.01)
- Landschaftsschutzgebiet Schutz der Egartenlandschaft um Miesbach (LSG-00550.01)
- Fauna-Flora-Habitat-Gebiet Mangfalltal (8136-371)

## Geschichte
Ob das mittelalterliche Dorf während der Ungarneinfälle um 910 in Mitleidenschaft geriet, wie teilweise in der Literatur zu lesen ist, lässt sich nicht mehr mit Sicherheit feststellen. Erstmals schriftlich erwähnt wurde Gmund mit dem Pfarrer Gerwig 1075 in einer Urkunde. Es wird aber vermutet, dass die Pfarrei schon älter ist. Sie wurde 1274 dem Kloster Tegernsee einverleibt, jedoch versahen noch bis 1657 Priester der Diözese Freising die Seelsorge. Erst ab 1657 bis zur Säkularisation 1803 wirkten in Gmund Ordenspriester des Klosters Tegernsee. Bereits 1321 ging die landesfürstliche Gerichtsbarkeit weitestgehend an das Kloster über. Im Dreißigjährigen Krieg hatte die Pfarrei 1632 unter Einfällen schwedischer Reiterei zu leiden, die Teile des Dorfes und der Kirche abbrannte. 1634 wütete die Pest, der zahlreiche Bewohner der Pfarrei Gmund zum Opfer fielen. 1693 weihte der Freisinger Weihbischof Sigmund Zeller die heutige Kirche St. Ägidius. Beim Bauernaufstand von 1705 waren auch Männer aus Gmund beteiligt. In der Sendlinger Mordweihnacht fielen 1100 Baiern, darunter auch 28 Aufständische aus Gmund. Von 1784 bis 1806 wirkte Pater Leonhard Buchberger als Gmunder Pfarrer, der sich auch als gelehrter Schriftsteller einen Namen machte. Nach der Säkularisation 1803 wurde Gmund Teil einer Gemeinde, die ihren Sitz in Ostin hatte und auch so hieß. 1809 wurde Waakirchen als eigene Pfarrei von der Pfarrei Gmund getrennt.

### Namensänderung
Am 14. Juni 1926 wurde die Gemeinde Ostin auf eigenen Wunsch amtlich in Gmund am Tegernsee umbenannt. Nun war Ostin ein Gemeindeteil von Gmund.

### Eingemeindungen
Im Zuge der Gebietsreform in Bayern wurde am 1. Mai 1978 die Gemeinde Dürnbach eingegliedert.

### Einwohnerentwicklung
Zwischen 1988 und 2018 wuchs die Gemeinde von 5485 auf 6089 um 604 Einwohner bzw. um 11 %.

## Politik

### Gemeinderat
Die vergangenen Kommunalwahlen führten zu den folgenden Sitzverteilungen im Gemeinderat:
| Partei/Liste | 2014 | 2020 |
| ------------ | ---- | ---- |
| CSU          | 9    | 8    |
| FWG          | 6    | 7    |
| Grüne        | 2    | 3    |
| SPD          | 3    | 2    |
| Gesamt       | 20   | 20   |

### Bürgermeister
Am 11. März 2018 wurde in der Stichwahl Alfons Besel (FWG) mit 53,26 Prozent der Stimmen zum Ersten Bürgermeister gewählt. Die Wahlbeteiligung lag bei 61,80 Prozent. In der Stichwahl unterlegen war Franz von Preysing (CSU) mit 46,74 Prozent der Stimmen. Er ist der Sohn von Georg von Preysing (CSU), der 18 Jahre lang Gmunder Bürgermeister war und nach Verzicht auf eine weitere Kandidatur nun von Alfons Besel abgelöst wurde.
Am 25. Februar 2024 wurde Alfons Besel mit 76,34 Prozent der Stimmen für eine weitere Wahlperiode im Amt des Ersten Bürgermeisters bestätigt.

### Wappen
| Wappen von Gmund am Tegernsee | Blasonierung: „In Blau über silbernen Wellen zwei mit den Stielen verschlungene silberne Seeblätter, überhöht von einer goldenen Krone mit lilienförmigen Blättern.“ |
| Wappen von Gmund am Tegernsee | Wappenbegründung: Die Wellen symbolisieren die Lage der Gemeinde am Tegernsee und am Oberlauf der Mangfall, die als Ausfluss des Tegernsees bei Gmund beginnt. Die zwei verschlungenen Seeblätter (Seerosenblätter) und die goldene Krone sind dem Wappen der Benediktinerabtei Tegernsee entlehnt. Seeblätter und Krone unterstreichen die einst große Bedeutung des Klosters Tegernsee für die Gemeinde Gmund. Das Wappen wird seit 1954 geführt. |

### Partnergemeinden
Die Gemeinde unterhält seit 2010 offiziell eine Partnerschaft mit der italienischen Gemeinde Fauglia in der Toskana.

## Sehenswürdigkeiten

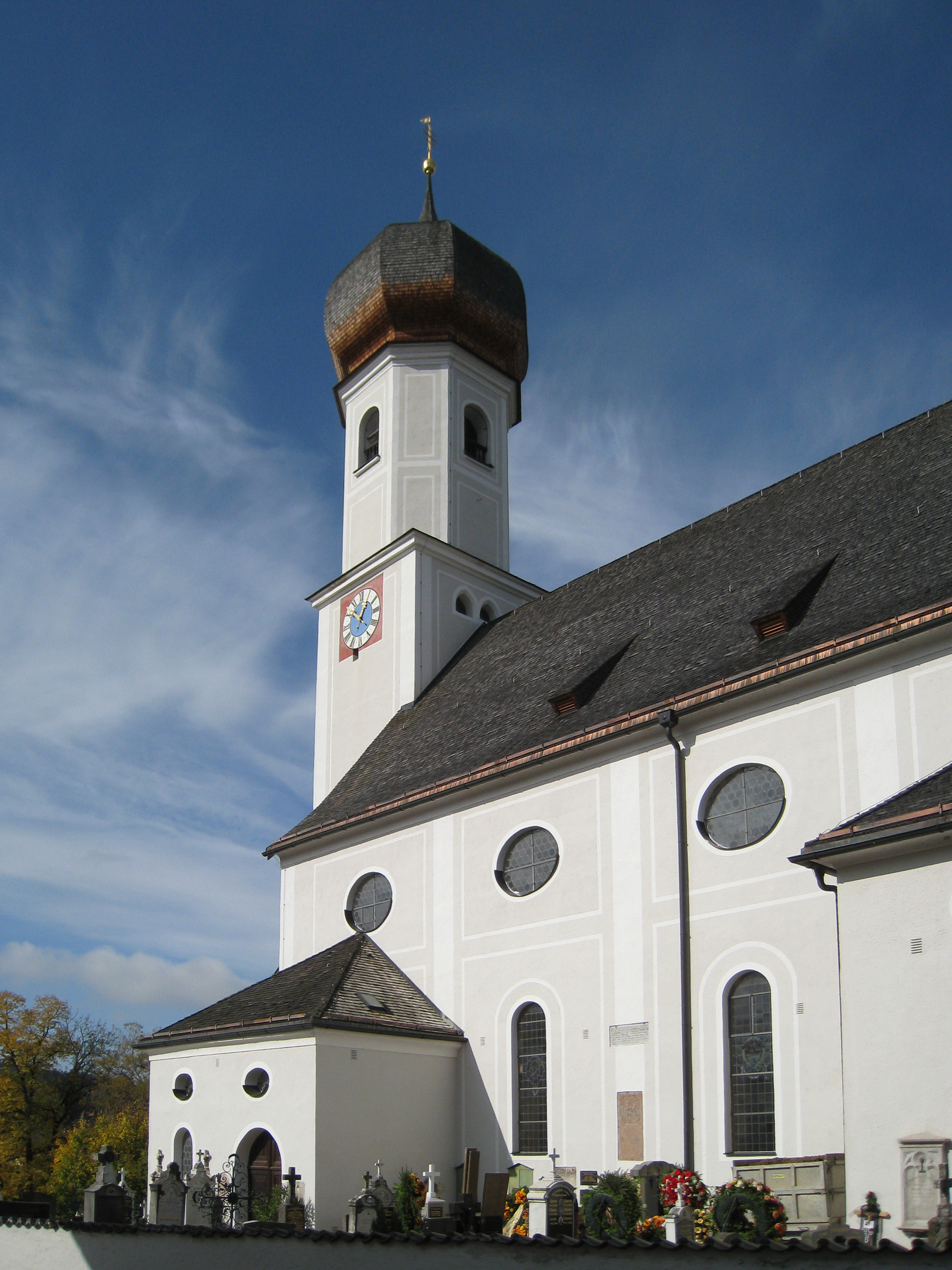
Pfarrkirche St. Ägidius mit Friedhof

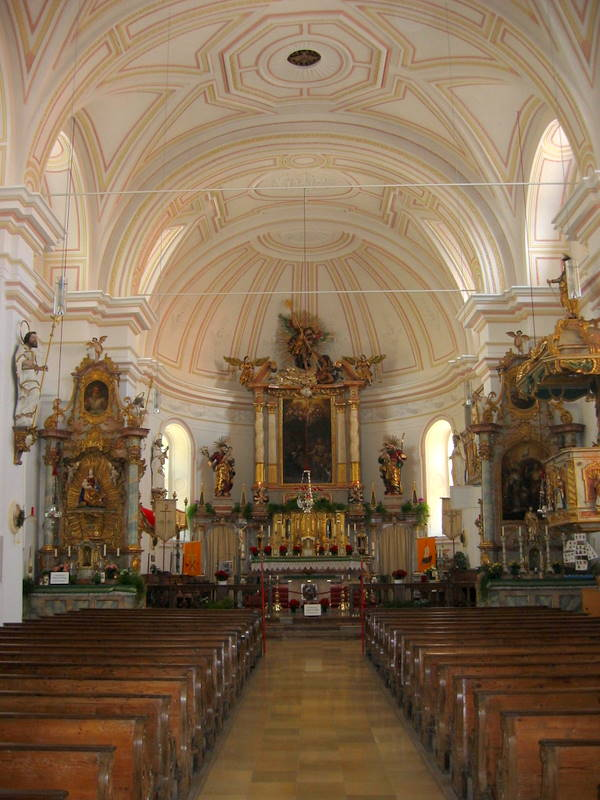
Innenansicht der Kirche

### Pfarrkirche St. Ägidius
Die Pfarrkirche St. Ägidius wurde 1688 bis 1692 von dem Graubündner Baumeister Lorenzo Sciascia im Barockstil erbaut und ist die älteste Kirche in der Umgebung des Tegernsees. Die Kirche wurde 1693 dem Benediktinerabt Ägidius geweiht. Das Äußere der Kirche ist eher schlicht und bescheiden gehalten, wenn auch die Kirche durch ihre Berglage den Ort Gmund überragt. Das Innere der emporenlosen Wandpfeilerkirche wirkt großzügig und durch die Rahmung der Gewölbe klar gegliedert. Das Gemälde „Geschichte des heiligen Ägid“ des Hochaltars (1692) ist ein Werk von Hans Georg Asam. Die Seitenaltäre sind aus dem 18. Jahrhundert. 1998 bis 2001 wurde die Kirche im Barockstil generalsaniert. Bereits 1087 stand an dieser Stelle eine erste steinerne Kirche. Um die heutige Kirche herum ist ein Friedhof mit alten und traditionellen Gräbern angelegt, der von einer Mauer umgeben ist.

### Evangelische Erlöserkirche
In der Kirche findet sich ein Kruzifix des Bildhauers Karl Hemmeter.

### Maria-Hilf-Kapelle
Die kleine Kapelle am Fuß der Pfarrkirche St. Ägidius liegt direkt an der Hauptstraße. Sie wurde 1634 als Pestkapelle gebaut wird seit 1918 als Kriegergedächtniskapelle genutzt. Über dem Eingang der schlichten Kapelle ist ein Betender in Stein gemeißelt. Der Kirchturm ist aus Holz bzw. mit Holz verkleidet. An der Stirnseite zur Straße steht „Ehre den Opfern – Mahnung den Lebenden“. Im Inneren sind Steintafeln mit den Namen der Toten und Vermissten der Kriege von 1918 und 1939/45 aus verschiedenen Gemeinden (Gmund, Moosrain, Dürnbach, Finsterwald, Georgenried, Louisenthal u. a.). Die Gefallenen des Zweiten Weltkrieges aus den Gemeinden Gmund und Dürnbach sind zusätzlich mit Bildern gezeigt. 1988 bis 1991 wurde die Kapelle renoviert.

### Weiteres
Etwa einen Kilometer westlich liegen das Gut Kaltenbrunn und die abgegangene Burg Ebertshausen. Wegen seiner exponierten Lage wurden im Gut Kaltenbrunn mehrfach Filme gedreht, zuletzt der Mehrteiler Zwei am großen See. Mittlerweile wurde der Gutshof von der Schörghuber Unternehmensgruppe erworben, die das Anwesen seit 2014 denkmalgerecht saniert.

### Baudenkmäler

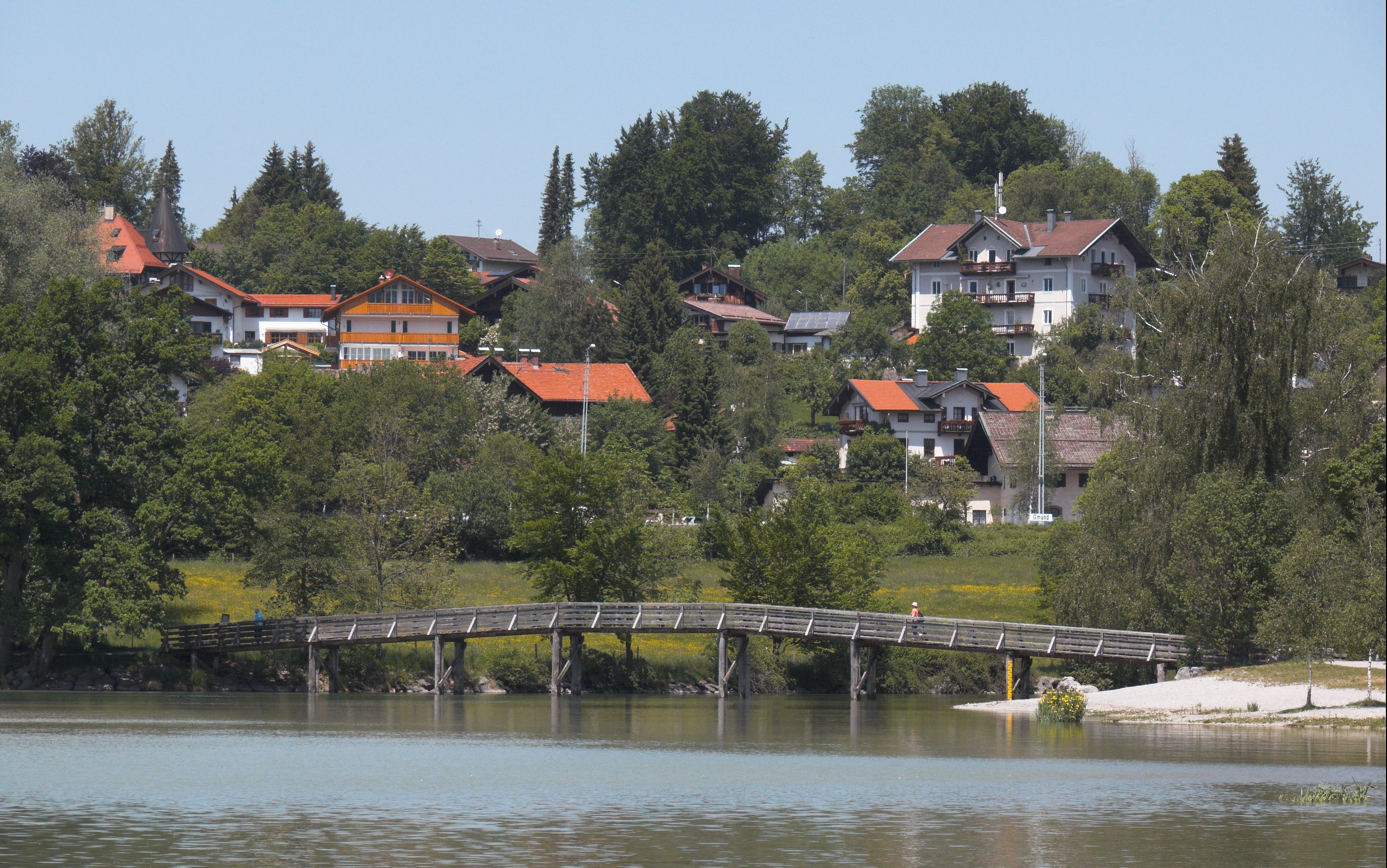
Mangfall-Steg
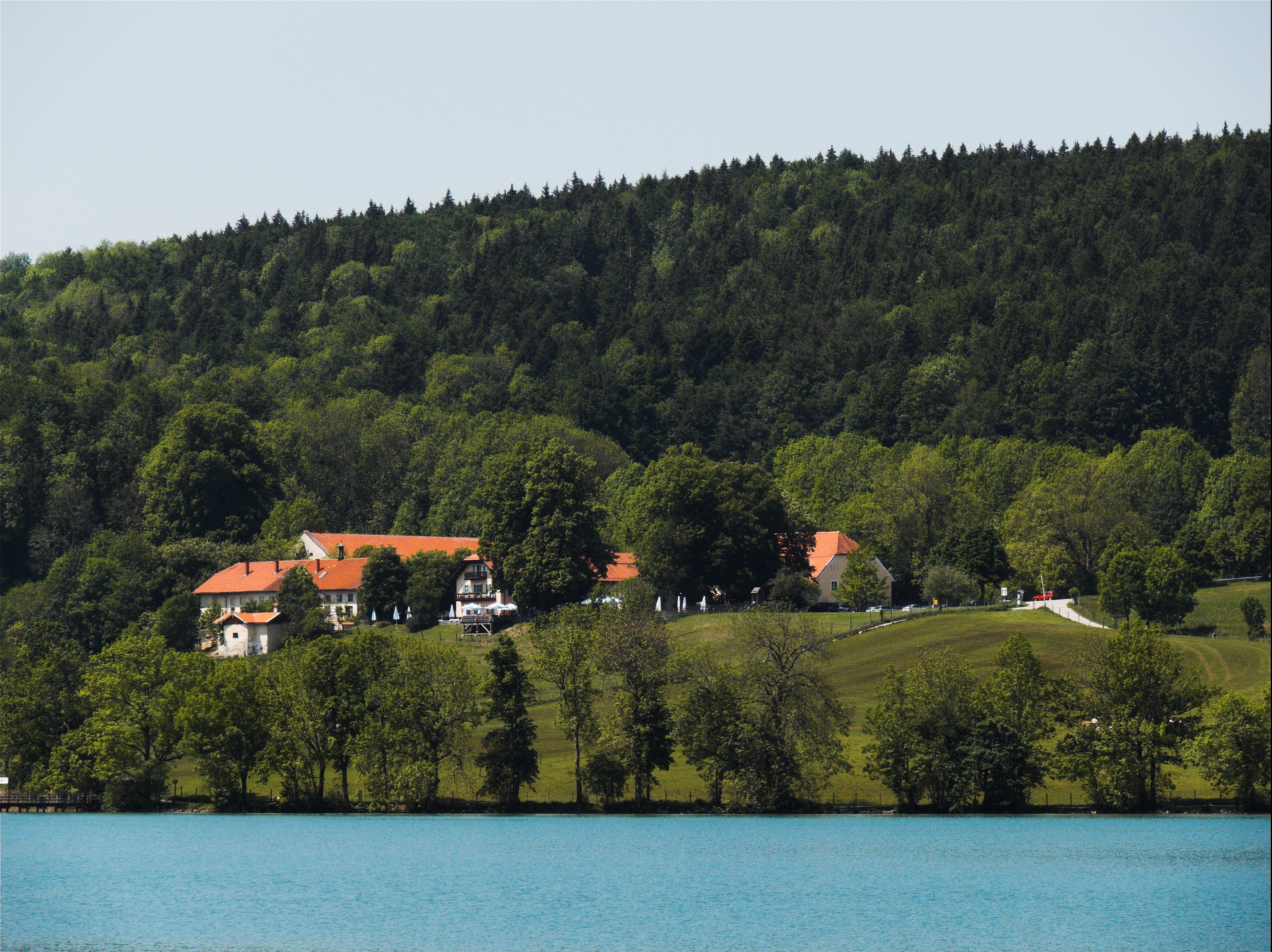
Klostergut Kaltenbrunn
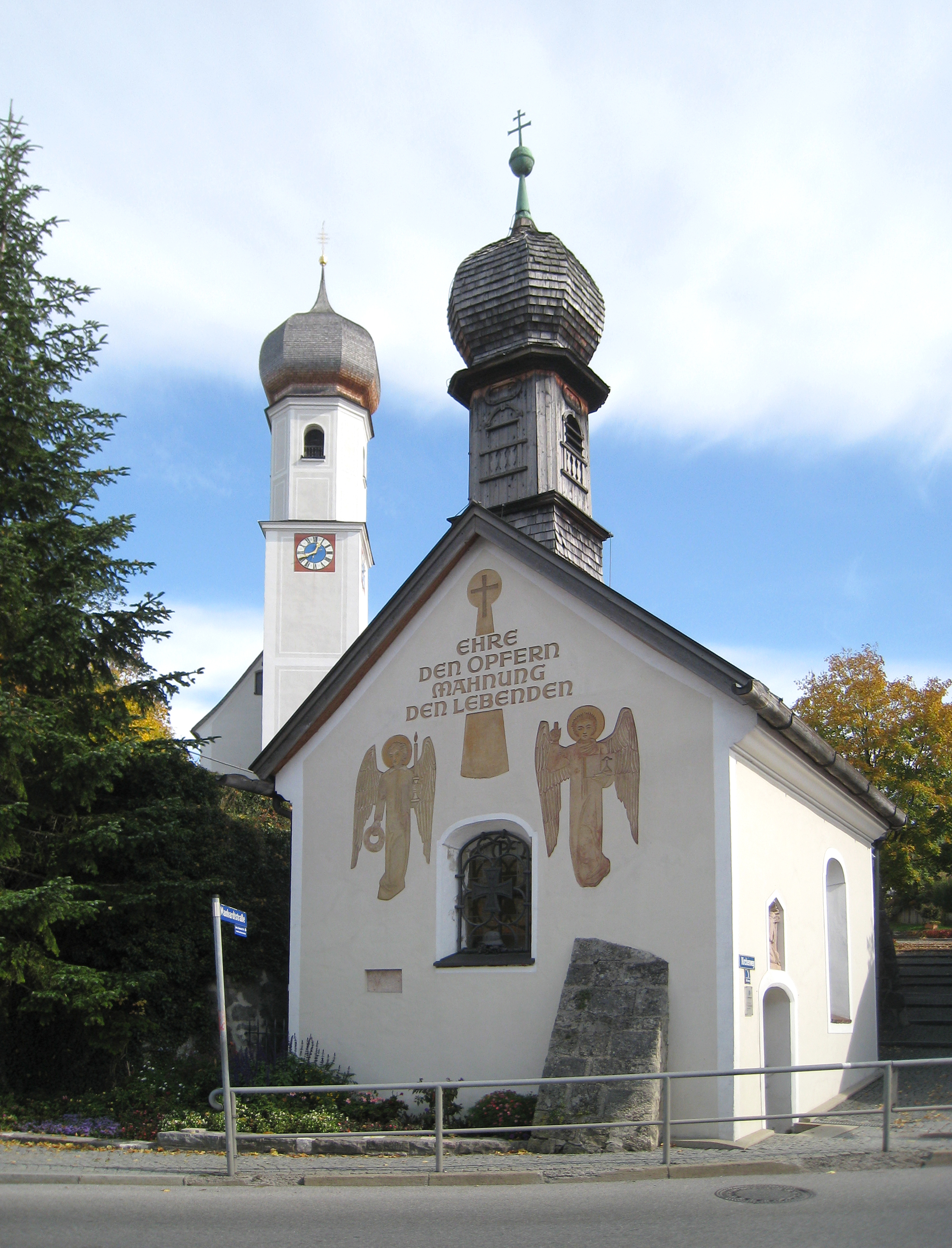
Maria-Hilf-Kapelle

## Wirtschaft und Infrastruktur

### Verkehr
Im Ort befindet sich eine Bahnstation mit stündlichen Verbindungen nach München an der Bahnstrecke Schaftlach–Tegernsee, die von der Bayerischen Oberlandbahn (BOB) bedient wird.
Mit den Nachbargemeinden Bad Wiessee, Tegernsee und Rottach-Egern bestehen außer den Linienbusverbindungen (Tegernsee-Ringlinie) auch regelmäßige Schiffsverbindungen über den See. Weitere Busverbindungen bestehen in die übrigen Orte der Umgebung.
Gmund liegt am Bodensee-Königssee-Radweg, welcher in Lindau beginnt und zum Königssee bei Berchtesgaden führt.

### Wirtschaft
- Der Ort ist ein wesentliches Zentrum für die Büttenpapierherstellung in Deutschland. Im Jahr 1829 gründete Johann Nepomuk Haas an der Mangfall eine Papiermühle, aus der sich die heutige Büttenpapierfabrik Gmund entwickelte. Nur wenige hundert Meter flussabwärts liegt die 1879 aufgebaute Papierfabrik Louisenthal GmbH, heute ein Tochterunternehmen von Giesecke & Devrient, das Wert- und Banknoten-papiere herstellt.
- Seit 1975 darf sich die Gemeinde „staatlich anerkannter Erholungsort“ nennen. Insgesamt ist Gmund aber sichtbar weniger vom Tourismus geprägt als die anderen Gemeinden am Tegernsee.
- Siehe auch: → Raiffeisenbank Gmund am Tegernsee

## Persönlichkeiten
Zu den bekanntesten Persönlichkeiten, die in Gmund lebten, gehören der Ex-Bundeskanzler, Einführer der Sozialen Marktwirtschaft und „Vater des deutschen Wirtschaftswunders“ Ludwig Erhard, der Architekt Sep Ruf, der Liedtexter und Kabarettist Fred Rauch und der Journalist Peter Boenisch; alle vier liegen auf dem örtlichen Bergfriedhof begraben.
Der bedeutendste Sohn der Gemeinde ist der Hofbaumeister Hanns Reiffenstuel (1548–1620). Mit seinem Sohn Simon leitete er von 1617 bis 1619 den Bau der Soleleitung von Reichenhall nach Traunstein.
Anton von Rieppel, ein Statiker und Industrieller, hatte seit 1901 seinen Landsitz auf dem Finnerhof, wo er ab 1920 auch dauerhaft lebte.
1934 erwarb Heinrich Himmler mit seiner Frau Margarete Himmler das Anwesen Lindenfycht in Gmund. Er hielt sich in dieser Zeit allerdings schon hauptsächlich in Berlin auf. 1944 errichteten etwa 20 Häftlinge des KZ-Außenkommandos Gmund auf diesem Grundstück einen Luftschutzbunker für das Ehepaar Himmler, darunter Gefangene aus Polen, der Sowjetunion, Italien, Jugoslawien und der Tschechoslowakei.
Die Familie von Bundeskanzler Friedrich Merz besitzt ein Ferienhaus in der Gemeinde Gmund.
- Simon Reiffenstuel (1574–1620), Hofbaumeister und Erbauer der Soleleitung von Bad Reichenhall nach Traunstein
- Anaklet Reiffenstuel OFM (1642–1703), * als Johann Georg Reiffenstuel in Kaltenbrunn
- Johann Mannhardt (1798–1878), Uhrenmacher, Mechaniker und Erfinder
- Sophie Burger-Hartmann (1868–1940), Malerin, Bildhauerin und Kunsthandwerkerin
- Ludwig Erhard (1897–1977), Bundeskanzler der Bundesrepublik Deutschland, begraben in Gmund
- Gudrun Burwitz (1929–2018), deutsche Rechtsextremistin
- Rainer Meyer (* 1967), Journalist und Blogger.
- Florian Wagner (* 1976), Schauspieler

Ehrenbürger
- 1910: Ludwig Schmidt, Pfarrer
- 1925: Gregor Kniegl, Pfarrer
- 1926: Albert Graf von Preysing, Pfarrer
- 1949: Carl Pfannenberg, Fabrikant
- 1961: Hieronymus Feichtner, 1. Bürgermeister
- 1978: Johann Spörlein, Pfarrer
- 1984: Hermann Bogner, Altbürgermeister
- 2005: Otto Beisheim (1924–2013), Gründer des Metro-Konzerns
- 2016: Franz Xaver Müller, Lehrer, Kantor, Mesner und Gemeindeschreiber[16]
- 2019: Hans Latein, Mesner, soziales Engagement, Kolping
- 2022: Beni Eisenburg, Archiv- und Heimatpfleger[17]